# 柯橋区
柯橋区（かきょう-く）は中華人民共和国浙江省紹興市に位置する市轄区。

## 行政区画
- 街道：柯橋街道、柯岩街道、華舎街道、湖塘街道、斉賢街道、福全街道、安昌街道、蘭亭街道、銭清街道、楊汛橋街道、馬鞍街道
- 鎮：平水鎮、王壇鎮、稽東鎮、漓渚鎮、夏履鎮

## 出身者
- 邵元沖 - 中華民国の政治家。中国国民党の要人。西安事変に巻き込まれて殺害される。
- 労春燕 - 中華人民共和国の司会者、ニュースキャスター。